# Вільям Герд Кілпатрик
Вільям Герд Кілпатрик (англ. William Heard Kilpatrick; 20 листопада 1871 — 13 лютого 1965) — американський педагог, основоположник методу проектів.

## Біографія
Вільям Герд Кілпатрик народився 20 листопада 1871 року в Уайт-Плейнс, штат Джорджія. 
В 90-х роках XIX ст. він працював у школах штату Джорджія. Викладав у Мерсеровському університеті (1897-1906). У 1903-1905 роках Вільям Герд Кілпатрик — президент Мерсеровського університету. З 1909 по 1938 роки — професор педагогічного коледжу Колумбійського університету (Нью-Йорк).
Вільям Герд Кілпатрик помер 13 лютого 1965 року в Нью-Йорку.

## Педагогічні ідеї
Вільям Герд Кілпатрик прихильник прагматичної педагогіки. Він учень і послідовник Джона Дьюї. Розробив педагогічну систему «експерименталізму», що спиралася на філософію прагматизму і психологію біхевіоризму. Кілпатрік відкидав традиційну школу, засновану на передачі учням готових знань поза зв'язку з реальними запитами і життєвими потребами дітей. Заперечував необхідність шкільних програм, класно-урочної системи, підкреслював значення позитивного підкріплюючого впливу вихователя на дитину. Відкидаючи традиційну школу, пропонував організовувати навчальний процес як організацію діяльності дитини в соціальному середовищі, орієнтовану на збагачення його індивідуального досвіду. Вільям Герд Кілпатрик став основоположником методу проектів. Він надавав провідне місце в навчанні проектній діяльності.
У 20-30-х роках XX ст. у США в школі Е. Коллінгса був здійснений метод проектів Вільяма Кілпатрика. Учні повинні були самі проектувати те,чим їм належало займатися. Особлива увага приділялася вибору діяльності, за допомогою якої здобувалися знання. Матеріали для навчання бралися з повсякденного життя. Учні самі обирали те, що повинно було стати змістом навчальної роботи; учитель лише надавав їм допомогу у виконанні задуманого.
А. І. Піскунов пише: «Способом організації такої діяльності повинен був служити, зокрема, розроблений учнем і послідовником Д. Дьюї, американським педагогом, видним представником прогрессивизму Вільямом Кілпатриком метод проектів. Згідно йому навчання здійснюється через організацію цільових актів. Діти в процесі навчальної діяльності планують (проектують) виконання конкретної практичної задачі, включаючи туди і навчальну діяльність. Незважаючи на те, що керівництво діяльністю залишалося за вчителем, цей метод виходив з опори на вже наявний досвід дитини, її власний шлях шукання, подолання труднощів. Тільки при такій системі навчання, вважав В. Кілпатрік, виховання може перетворитися в безперервну перебудову життя дитини і підняти її на вищий щабель, а школа буде готувати учнів до умов динамічно мінливої обстановки в суспільстві і до зіткнення з невідомими проблемами в майбутньому. Згодом цей метод, як й інші ідеї Джона Дьюї, використовувався в практиці багатьох країн світу».

## Праці
- "Метод проектів" (1918).
- "Основи методу" (1925).